# 삼계부사관고등학교
삼계부사관고등학교(森溪副士官高等學校)는 대한민국 전라남도 장성군 삼계면 사창리에 있는 공립 고등학교이다.

## 학교 연혁
- 1967년 10월 7일 : 삼계종합고등학교 설립인가
- 1968년 3월 6일 : 개교
- 1980년 3월 1일 : 12학급 인가 (학년당 보통과 1학급, 상과 3학급)
- 2003년 3월 1일 : 삼계고등학교로 교명 변경
- 2011년 7월 20일 : 보통과 1, 경영정보과 1학급을 부사관과 2학급으로 학과 개편
- 2015년 3월 2일 : 부사관과 신입생(2학급) 입학
- 2024년 3월 1일 : 삼계부사관고등학교로 교명 변경
- 2024년 12월 27일 : 제55회 36명 졸업(졸업생 총수 4,294명)
- 2025년 3월 1일 : 제23대 문성훈 교장 부임
- 2025년 3월 4일 : 부사관과 13기 신입생(2학급 37명) 입학

## 설치 학과
- 부사관학과

## 참고 자료
- 삼계부사관고등학교 - 한국교육학술정보원 학교알리미